# Willi Apel
Willi Apel (Konitz, Prússia Occidental, 10 d'octubre de 1893 - Bloomington, Indiana, 14 de març de 1988) va ser un musicòleg i matemàtic alemany. És l'autor de diversos llibres relacionats amb la música i la notació musical.

## Biografia
Apel va néixer a Konitz, Prússia Occidental, l'actual localitat de Chojnice a Polònia. Va estudiar matemàtiques des de l'any 1912 fins al 1914 i, després de la Primera Guerra Mundial, va continuar els seus estudis en diverses universitats de l'Alemanya de Weimar. Al llarg dels anys, va demostrar un gran interès per la música i va rebre classes de piano. L'any 1936, a Berlín, va obtenir el seu títol PhD (presentant una dissertació sobre la tonalitat als segles XV i XVI) i va emigrar als Estats Units el mateix any. Va ser professor a la Universitat Harvard des del 1938 fins al 1942 i, a partir del 1950, es va traslladar a la universitat d'Indiana. L'any 1972 va ser investit doctor honoris causa per aquesta universitat. Va morir als 94 anys a Bloomington, Indiana.

## El problema de l'exili
Apel va ser un dels molts acadèmics que van de fugir dels horrors de l'Alemanya nazi buscant refugi als Estats Units. Els que ho van aconseguir però, van haver d'enfrontar-se a tot un seguit de dificultats només arribar-hi. A part de la competència per obtenir les places de professor a les universitats, a causa de la gran quantitat de companys exiliats, la barrera més evident que els separava de l'èxit professional era la de l'idioma.
Considerant que les ciències tenen un llenguatge més internacional i, que els científics podien comunicar-se amb les fórmules i, que els músics parlaven un idioma gairebé universal a través del seu art, l'adaptació més complicada era pel col·lectiu d'estudiosos al qual pertanyia Apel, ja que s'esperava que els refugiats especialitzats en humanitats dominessin a la perfecció l'anglès. A part de la diferència amb l'idioma, van descobrir que als Estats Units, l'estatus de professor no era tan alt com en els seus països d'origen de parla alemanya i que, en general, l'academicisme nord-americà era més informal que l'alemany. Sovint, els seus companys nord-americans es reien d'ells per la seva rigidesa alemanya i, de fet, era bastant freqüent que els refugiats jueus patissin una discriminació similar en molts aspectes a la que patien al país d'on acabaven de fugir.
Willi Apel pertany al col·lectiu d'estudiosos de la música de parla alemanya l'exili dels quals va influir profundament en la musicologia nord-americana. En aquest grup també hi podem incloure a Leo Schrade, Manfred Bukofzer, Otto Johannes Gombosi, Edward Lowinsky i Paul Nettl.

## Sobre la seva obra
L'obra d'Apel de la dècada dels quaranta incloïa llibres d'ampli abast, com el Diccionari de la Música de Harvard (1944), que ell mateix va editar, o Antologia històrica de la Música (1949), que va escriure amb Archibald Thompson Davison. El seu enfocament consistia a donar la mateixa importància que es donava a autors reconeguts com Mozart i Beethoven, a la música medieval, a la del renaixement i a les músiques del món; això va influir en l'educació superior de música als EUA. El seu llibre sobre la notació dels principis de la música polifònica també va ser escrit durant aquesta dècada i encara és considerada una de les obres essencials sobre el tema.
L'any 1950, l'interès d'Apel per la notació polifònica arcaica va donar lloc a una investigació important, la de la música secular francesa de finals del segle xiv. El 1958 es va publicar un gran treball en cant pla que proporciona una guia completa del repertori de l'època i de les seves fonts. A principis del 1960, va fundar el Corpus of Early Music Keyboard (CEKM), i va produir una sèrie de publicacions dedicades a la música antiga per a teclat. Amb els anys, CEKM va presentar la música de compositors menys coneguts, com Johann Ulrich Steigleder, Bernardo Storace, Peeter Cornet, i altres, i també va publicar les edicions modernes de diversos manuscrits importants. Apel va ser l'editor general de CEKM i va editar un total de deu volums.
L'any 1967 va sortir a la llum la publicació de “Geschichte der Orgel- und Klaviermusik”, una gran obra sobre la història de la música escrita per teclat (traduïda a l'anglès per Hans Tischler el 1972). L'últim llibre d'Apel era una col·lecció d'assajos escrits entre el 1973 i el 1981, tots ells dedicats a la música italiana per a violí del segle xvii.

## Obres destacades
- The Notation of Polyphonic Music 900–1600 (1942)
- Harvard Dictionary of Music (1944) (editor)
- Masters of Keyboard (1947)
- The Historical Anthology of Music Volume I: Oriental, Medieval and Renaissance Music, (1949) (with Davison)
- The Historical Anthology of Music Volume II: Baroque, Rococo and Pre-Classical Music, (1950) (with Davison)
- Gregorian Chant (1958)
- The History of Keyboard Music to 1700 (1967, English edition published 1972)
- Italian Violin Music of the Seventeenth Century (1983, English edition published 1990)

## Altres links
- Willi Apel page at the Indiana University website, inclou una llista completa de les obres d'Apel. (anglès)
- Corpus of Early Keyboard Music (CEKM), catàleg actual. (anglès)